# Brachydesmus lobifer
Brachydesmus lobifer är en mångfotingart som beskrevs av Karl Wilhelm Verhoeff 1897. Brachydesmus lobifer ingår i släktet Brachydesmus och familjen plattdubbelfotingar.

## Underarter
Arten delas in i följande underarter:
- B. l. edentulus
- B. l. lobifer
- B. l. unciger